# Ciclogènesi explosiva

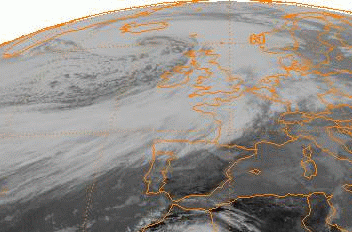
El gener de 1993 es creà una tempesta que va arribar a un mínim històric de 913 mbar (hPa).

Una ciclogènesi explosiva és una borrasca que s'aprofundeix molt ràpidament, amb una variació de més 24 hectopascals (hPa) en menys de 24 hores que pot generar forts vents amb velocitat fins a 140 kilòmetres per hora. Per a les latituds on es troba Catalunya, aquesta definició es relaxa i engloba caigudes de pressió d'uns 20 hPa en 24 hores, o fins i tot submúltiples d'ella, per exemple 9-10 hPa en 12h.
El concepte va ser proposat l'any 1980 pels investigadors americans Fred Sanders i John R. Gyakum, que van parlar de "meteorological bomb". L'ús a Catalunya va fer-se popular a partir del gener del 2009 amb el pas del cicló Klaus.
A finals de febrer de 2010 la depressió Xynthia, fruit d'una nova ciclogènesi explosiva, va causar destrosses al seu pas per Catalunya i nombroses víctimes a França.